# Liste des cardinaux créés par Pie V
Le pape Pie V (1566-1572) a créé 21 cardinaux dans 3 consistoires, dont 3 français et 3 espagnols.

## 6 mars1566
- Michele Bonelli, O.P., petit-neveu du pape

## 24 mars1568
- Diego Espinosa Arévalo, évêque de Sigüenza en Espagne
- Jérôme Souchier, O.Cist., abbé de Clairvaux et de Cîteaux, supérieur général de son ordre
- Gianpaolo Della Chiesa, référendaire au Tribunal suprême de la Signature apostolique
- Antonio Carafa, protonotaire apostolique, chanoine de la basilique du Vatican

Note. Serafino della Chiesa refuse la promotion au cardinalat; son neveu Gianpaolo della Chiesa, est promu à sa place.

## 17 mai1570
- Marcantonio Maffei, archevêque de Chieti
- Gaspar Cervantes de Gaete, archevêque de Tarragone en Espagne
- Giulio Antonio Santorio, archevêque de Santa Severina
- Pierdonato Cesi, seniore, clerc de la chambre apostolique
- Carlo Grassi, évêque de Montefiascone et Corneto, clerc de la chambre apostolique, gouverneur de Rome et vice-camerlingue de la Sainte-Église
- Charles d'Angennes de Rambouillet, évêque du Mans, ambassadeur de France
- Felice Peretti Montalto, O.F.M.Conv., évêque de Sant'Agata dei Goti
- Giovanni Aldobrandini, évêque d'Imola
- Girolamo Rusticucci, secrétaire personnel du pape
- Giulio Acquaviva d'Aragona, référendaire au tribunal suprême de la Signature apostolique
- Gaspar de Zúñiga y Avellaneda, archevêque de Séville, Espagne
- Nicolas de Pellevé, archevêque de Sens
- Archangelo de' Bianchi, O.P., évêque de Teano
- Paolo Burali d'Arezzo, Theat., évêque de Plaisance
- Vincenzo Giustiniani, O.P., supérieur général de son ordre
- Gian Girolamo Albani, protonotaire apostolique, gouverneur des Marches